# Меденова, Салтанат Сериковна
Салтанат Сериковна Меденова (род. 27 апреля 2001, Омск, Омская область, Россия) — российский боксёр-любитель, выступающая в средней и в полутяжёлой весовых категориях. Мастер спорта России по боксу (2021), член сборной России по боксу. Чемпионка мира 2025 года. Трёхкратная чемпионка России (2021, 2023, 2024), бронзовый призёр чемпионата России (2022), бронзовый призёр Всероссийской Спартакиады (2022), трёхкратный призёр чемпионата Европы: среди молодёжи до 22 лет (2021), юниоров (2019) и девушек до 16 лет (2017), многократная победительница и призёр международных и национальных турниров в любителях.

## Биография
Родилась 27 апреля 2001 года в Омске, в Омской области, в России.
И имеет казахское происхождение.
В 2023 году, в Омске она заканчивает Сибирский государственный университет физической культуры и спорта.

## Любительская карьера в боксе
В июле 2017 года, в Софии (Болгария) стала серебряным призёром в весе до 80 кг на чемпионате Европы среди девушек (15-16 лет), в финале по очкам раздельным решением судей (2:3) проиграв турчанке Сене Эрдоган.
В сентябре 2019 года, в Софии (Болгария) стала бронзовым призёром в категории до 81 кг на чемпионате Европы среди юниоров, в полуфинале по очкам раздельным решением судей (2:3) проиграв британке Эмили Асквит, — которая в итоге стала чемпионкой Европы среди юниоров 2019 года.

### 2021—2022 годы
В январе 2021 года приказом Министра спорта РФ ей было присвоено спортивное звание «Мастер спорта России» по боксу.
В июне 2021 года, в Розето-дельи-Абруцци (Италия) стала бронзовым призёром в категории до 81 кг на чемпионате Европы среди молодёжи (19-22 лет), в полуфинале по очкам 0:5 проиграв польке Мартыне Янцелевич, — которая в итоге стала чемпионкой Европы среди молодёжи 2021 года.
В начале декабре 2021 года, в Челябинске впервые стала чемпионкой России в весе до 81 кг, где она в финале по очкам 5:0 победила Анну Иванову.
В августе 2022 года, в Москве стала бронзовым призёром в категории до 75 кг Всероссийской Спартакиады между субъектами РФ по летним видам спорта среди сильнейших спортсменов, где она в полуфинале единогласным решением судей проиграла Елене Гапешиной из Бурятии.
В октябре 2022 года стала бронзовым призёром в весе до 81 кг на чемпионате России среди женщин в Краснодаре, в полуфинале спорно проиграв Анне Ивановой, — которая в итоге стала чемпионкой России 2022 года.

### 2023 год
В феврале 2023 года стала победителем в весе до 81 кг международного турнира на призы короля Марокко Мухаммеда VI в Марракеше (Марокко), где она в полуфинале досрочно победила опытную боксёршу из Казахстана Фаризу Шолтай, и в финале по очкам единогласным решением судей (5:0) победила опытную австралийку Джессику Бэгли.
В марте 2023 года участвовала на чемпионате мира среди женщин в Нью-Дели (Индия), в весовой категории до 81 кг, где она в 1/8 финале по очкам раздельным решением судей (3:4) проиграла австралийке Эмме-Сью Гринтри, — которая в итоге стала бронзовым призёром чемпионата мира 2023 года.
В августе 2023 года, в Екатеринбурге стала победителем в весе до 81 кг на Международном фестивале университетского спорта, представляя Сибирский государственный университет физической культуры и спорта.
В ноябре 2023 года, в Уфе стала чемпионкой России в весе до 81 кг, где она в полуфинале по очкам 5:0 победила опытную Зенфиру Магомедалиеву, — которая несколько лет не боксировала и недавно вернулась в большой спорт после декретного отпуска, и в финале по очкам 5:0 победила Евгению Молочкову.

### 2025 год
Решением тренерского штаба в марте 2025 года была включена в состав сборной России для участия в чемпионате мира, который состоялся в Сербии с 8 по 17 марта. В финале весовой категории до 81 кг она одолела турецкую спортсменку Бюшру Ишильдар и стала чемпионкой мира.